# Newcastle Higher
Newcastle Higher (en anglais) ou Y Castellnewydd ar Ogwr (en gallois) est une communauté du borough de comté de Bridgend, au pays de Galles.
Située au nord-ouest du centre-ville de Bridgend, elle se compose des villages de Pen-y-fai (en) et Aberkenfig (en), de part et d'autre de l'autoroute M4. Au recensement de 2011, elle comptait 4 046 habitants.